# Florian Floto
Florian Floto (Brunswick, 12 de abril de 1988) es un deportista alemán que compitió en tiro con arco, en la modalidad de arco recurvo.
Ganó una medalla de oro en el Campeonato Mundial de Tiro con Arco en Sala de 2016, una medalla de oro en el Campeonato Europeo de Tiro con Arco al Aire Libre de 2010 y una medalla de plata en el Campeonato Europeo de Tiro con Arco en Sala de 2008.

## Palmarés internacional
| Campeonato Mundial en Sala       | Campeonato Mundial en Sala | Campeonato Mundial en Sala | Campeonato Mundial en Sala |
| Año                              | Lugar                      | Medalla                    | Prueba                     |
| -------------------------------- | -------------------------- | -------------------------- | -------------------------- |
| 2016                             | Ankara (Turquía)           | Medalla de oro             | Equipo                     |
| Campeonato Europeo al Aire Libre |                            |                            |                            |
| Año                              | Lugar                      | Medalla                    | Prueba                     |
| 2010                             | Rovereto (Italia)          | Medalla de oro             | Equipo                     |
| Campeonato Europeo en Sala       |                            |                            |                            |
| Año                              | Lugar                      | Medalla                    | Prueba                     |
| 2008                             | Turín (Italia)             | Medalla de plata           | Equipo                     |